# منطقه تاریخی
مناطق تاریخی مناطق جغرافیایی هستند که در مقطعی از تاریخ، بدون توجه به مرزهای روز اخیر، مبنای فرهنگی، قومی، زبانی یا سیاسی داشته‌اند. برخی از مناطق تاریخی وجود دارد که می‌توان آنها را «فعال» در نظر گرفت، به عنوان مثال: موراویا، که در اختیار جمهوری چک است، هم بخشی شناخته شده از کشور و هم یک منطقه تاریخی است. آنها به عنوان مرزبندی برای مطالعه و تجزیه و تحلیل توسعه اجتماعی فرهنگ‌های خاص دوره بدون هیچ ارجاعی به سازمان‌های سیاسی، اقتصادی یا اجتماعی معاصر استفاده می‌شوند.
اصل اساسی زیربنای این دیدگاه این است که ساختارهای سیاسی و ذهنی قدیمی‌تری وجود دارند که تأثیر بیشتری بر هویت فضایی-اجتماعی افراد اعمال می‌کنند تا آن چیزی که جهان معاصر آن را درک می‌کند، به‌عنوان مثال، جهان‌بینی خودش را وابسته و اغلب کور کرده‌است. تمرکز بر دولت-ملت
تعاریف مناطق متفاوت است، و مناطق می‌توانند شامل مناطق کلان مانند اروپا، سرزمین‌های کشورهای مستقل سنتی یا مناطق کوچک‌تر منطقه‌ای باشند. مجاورت جغرافیایی عموماً پیش شرط لازم برای ظهور هویت منطقه‌ای است. در اروپا، هویت‌های منطقه‌ای اغلب از دوره مهاجرت ناشی می‌شوند، اما برای دوران معاصر نیز اغلب به دگرگونی‌های سرزمینی پس از جنگ جهانی اول و آنهایی که پس از جنگ سرد مربوط می‌شوند، مرتبط هستند.
برخی از مناطق کاملاً اختراع شده‌اند، مانند خاورمیانه که در سال ۱۹۰۲ توسط یک راهبرد نظامی به نام آلفرد تایر ماهان برای اشاره به منطقه خلیج فارس رایج شد.

## فهرست‌ها
- آناتولی
- ارمنستان
- اروپای مرکزی
- دالماسیا
- دانمارک (سرزمین‌ها / نواحی)
- فنلاند (تاریخی / سابق)
- فرانسه
- یونان (باستان / سنتی / جغرافیایی)
- عراق (بین‌النهرین)
- لتونی
- لیتوانی
- کشور پرتغال
- صربستان
- سوئد (سرزمین‌ها / استان‌ها)
- انگلستان
  - انگلستان
  - هن اوگلد
  - اسکاتلند (استانها / شایرها)
  - ولز
- ایالات متحده

### آثار یادشده
- Sven Tägil, (ed.), Regions in Central Europe: The Legacy of History, C. Hurst & Co. Publishers, 1999
- مارکو لهتی، دیوید جیمز اسمیت، سیاست هویت پس از جنگ سرد: تجربیات شمال و بالتیک، روتلج، ۲۰۰۳شابک ‎۰-۷۱۴۶-۵۴۲۸-۰
- گردآوری شده توسط VM Kotlyakov, AI Komarova، فرهنگ لغت جغرافیای الزویر: به زبان‌های انگلیسی، روسی، فرانسوی، اسپانیایی، آلمانی، Elsevier، ۲۰۰۶شابک ‎۰-۴۴۴-۵۱۰۴۲-۷
- مارتین دبلیو لوئیس، کارن ویگن، اسطوره قاره‌ها: نقد فراجغرافی ، انتشارات دانشگاه کالیفرنیا، ۱۹۹۷شابک ‎۰-۵۲۰-۲۰۷۴۳-۲